# Orlik (moneta)
Orlik –
- ludowa nazwa drobnej monety, zapewne półgrosza, występująca w źródłach m.in. lwowskich z pierwszej połowy XVII w.
- czeska nazwa XV-wiecznego denara polskiego obiegającego Czechy.